# FNNスーパーニュースアンカー
『FNNスーパーニュースアンカー』（エフエヌエヌ スーパーニュース アンカー、英称：FNN SUPER NEWS ANCHOR）は、関西テレビで2006年4月3日から2015年3月27日まで9年間、生放送されていた平日夕方の関西ローカルワイドニュース番組である。

本番組の週末版の関西ローカル枠についても触れる。

## 番組概要
- 関西テレビは、2005年4月4日に平日夕方枠の報道番組の編成で『FNNスーパーニュースほっとKANSAI』の17時台において、キー局であるフジテレビから『FNNスーパーニュース』の17時台を同時ネット形式で内包させて放送していた。

- しかし、視聴率争いにおいて他局と比較し平均視聴率が2～3%前後とかなりの苦戦を強いられたため、前の放送時間枠に放送されていた情報番組の『2時ワクッ!』を終了させ、ニュース番組と情報番組を統合する事で、当番組を関西ローカル枠として17時台（第1部）･18時台（第2部）の2部構成に変更することを前提に、2006年2月13日番組開始を発表[2]。4月3日、アンカーの放送を開始した。新聞のテレビ欄では「[N]アンカー」と表記されていた。

- また、番組は開始時は4:3のサイドカットだったが、2007年以降はハイビジョン制作。 地上波デジタル放送では、関西地方における完全移行（2011年7月24日）の前から、番組に連動したニュース・情報を第2部にのみデータ放送で配信している。

- 2015年3月17日放送分にて、番組が2015年3月27日をもって終了することを正式に発表し、後番組として情報番組『ゆうがたLIVE ワンダー』を開始[3]した。

### 視聴率
- 番組開始後の2006年4月は4 - 8％台にて推移していたが、7月に入って10.6％を計上する日があった[4]。

- しかし、裏番組のテコ入れ後の『ちちんぷいぷい』（毎日放送）、2009年に『かんさい情報ネットten.』（読売テレビ）がスタート以降、2010年は何とか持ちこたえていた[注 2][5][6]が、徐々に視聴率争いで後塵を拝して行った[注 3][7][8]。

## 番組の歴史

### 番組誕生から（2006年4月 - 2012年9月）
- 2006年4月3日に番組がスタート。番組の顔となるアンカーマンは、関西テレビアナウンサーの山本を起用。コメンテーターは山本が出演していた『2時ワクッ!』のコメンテーターが多数を占めた（住田、青山、室井、金村、玉岡）。

- 番組内容は、第1部は一部全国ニュースである、政治・経済・社会、地元関西以外重要なニュース・生活問題など最新のニュースやプロ野球（主に在阪球団）の話題も取り上げる。キャスターと各曜日のコメンテーター[注 4]が議論したり、キャスターが長期取材の成果を報告したりすることも多かった[9]。当初は芸能情報も伝えていたが、2009年以降は廃止された[注 5]。第2部は、前身の『ほっとKANSAI』からほぼ変わらず、関西地方のローカルニュース・スポーツニュース・天気予報で構成されていた。

- 2007年10月1日にコメンテーターが月曜：奥野、火曜：国定に変更、金曜：岩上が降板し、森田が新たに加入。

- 2008年7月に裏番組であった、『ムーブ!』（朝日放送）に出演していた宮崎が加入した。『2時ワクッ!』の同曜日と同様、山本・宮崎・金村が並ぶラインナップになった。

- 2009年4月1日、玉岡が金曜 → 木曜 → 月曜と担当曜日変更になった。以降、同じ日に出演するコメンテーターが原則として2名に制限。また、水曜日のみレギュラーコメンテーターが、青山だけになった[注 6]。

- 2012年2月13日から約1か月間、山本が取材を目的に東日本大震災被災地域である、福島県・宮城県・岩手県内のへ連日滞在。山本は、当番組のスタジオへ出演しない代わりに、17時台の特別企画「雨ニモマケズをさがして -山本浩之 被災地を歩く-」にのみ取材先からの生中継で登場している。その関係で、同日から震災発生1周年直前（3月9日=金曜日）の放送までは、サブキャスターの豊田と岡安が担当曜日を変えずにアンカーマン代理を務めた。

### 番組リニューアル（2012年10月 - 2013年9月）
- 2012年10月1日放送分より大幅リニューアルを実施。番組開始以来初めてスタジオセット、テロップ、テーマソングを一新した。レギュラーコメンテーターのうち、月曜日にはこれまで不定期で出演していた須田、火曜日には鈴木へ変更した。
また、山本がリニューアルの番組宣伝のため、関西テレビ社屋をバックに山本の頭を光らせた「関西の夕方がもっと輝きだす。」ポスター、泉佐野市の犬鳴山「行者の滝」にて滝行に挑戦したCMを作成[10][11]。

- 2013年3月31日付で山本は関西テレビを退社し、フリーアナウンサーに転身。しかし、当番組では引き続きアンカーマンを継続[12]。

- 2013年7月23日、山本が1年契約の半年を残して、「世代交代」などを理由に番組を降板する事を発表。後継アンカーマンとして岡安が就任する事が発表された[13] [注 7]。
なお、山本の出演最終週の2013年9月23日 - 9月27日には、東日本大震災および阪神・淡路大震災の被災地を再び取材した成果を「山本浩之 伝え切れない被災地 - 雨ニモマケズをさがして　2013　-」として連日放送した[14]。

### アンカーマン交代（2013年10月 - 2014年12月）
- 2013年9月30日からは、番組開始当初からのサブキャスターを務めてきた岡安が、メインキャスターに昇格[15]。同時に番組テロップもリニューアルされ、キャッチフレーズとして「見やす!、聞きやす!、分かりやす!のおかやす!です」を掲げている[16]。また、番組宣伝用CMでは、今までのアンカーの壁を打ち砕き、各曜日のコメンテーターに岡安が挑戦すると演出されている[17]。

- 2014年4月1日放送分より、準レギュラーだった有本が火曜に、火曜に出演していた鈴木と同じ曜日に不定期出演していた中江が金曜のレギュラーコメンテーターへ昇格[18]。

### 放送枠再編による番組終了（2015年1月 - 2015年3月）
- 2015年1月29日に行われた、新春社長記者会見にて、2015年の春改編で2013年秋から産休に入っていた前の時間枠『ハピくるっ!』の進行役だった藤本景子が総合司会を務める『ゆうがたLIVE ワンダー』を開始を開始することが発表された[19]。それに伴い、岡安と村西が『ワンダー』のニュースパートキャスターの起用と片平が『ワンダー』の気象情報を担当することも発表された[20]。

- しかし、会見発表内容で放送時間の拡大や『アンカー』のキャスター継続起用は発表されたが、『アンカー』自体の改題や番組終了等の発表は特にされなかった。
会見発表以後、木曜コメンテーターの宮崎がレギュラー出演している、『ザ・ボイス そこまで言うか!』（ニッポン放送）の2015年2月24日放送分のオープニングトークにて関西テレビの公式発表前に『アンカー』が番組終了する旨を発言。
発言後、同じ『ザ・ボイス』にも出演している青山が宮崎からの着電を受けた事と3月16日に行われる関西テレビ2015年春の改編発表記者会見で情報オープンされる旨を自身のブログエントリーを発信して[注 8][21]、同年3月17日の自身のブログのエントリーにて見解と1月時点でコメンテーターには番組終了の旨の通知があった事実を改めて発表した[22]。また、FNNキー局のフジテレビが『スーパーニュース』の終了に伴い、新たに『みんなのニュース』の開始を発表。『スーパーニュース』の呼称が付随する番組は3月27日にて終了される事が発表された[23]。
その後、関西テレビ2015年春の改編発表にて正式に3月27日にて『アンカー』の番組終了が発表され[24][25]、3月27日の放送を持って9年に渡る番組の歴史に幕を降ろした[26][27]。

## 主なコーナー

### 17時台コーナー
放送終了時点（解説の一部は番組公式Webサイトより一部抜粋）
月曜日
- 須田慎一郎のニュースな裏話（ウラバナ）

須田のレギュラー後の2012年10月から放送開始、進行は村西が行う。
火曜日
- ニュースの熱点

2014年4月から開始された有本のコーナー。日本国内や世界中のホットな話題から日常の身近な話題を掘り下げるコーナーである。初回放送時以降、各月頭に有本の解説やインタビューを元にした解説を行う。しかし、その他の放送分についてはVTRメインの進行になっている。
- あんかー! ザ・ワールド

2014年8月末に開始されたVTRコーナー。関西に訪れた外国人の視点から見ると日本はどう見えるかを探る事をコンセプトに、9月を除いた月末に放送されている。
テーマソング曲（トランプス・ディスコのテーマ）、コーナーロゴ、コーナー冒頭の挨拶、VTR振りは全て、フジテレビで制作されていた『なるほど!ザ・ワールド』のオマージュである。
月曜日・火曜日
- でぃすカバっ!

2014年4月から開始されたVTRコーナーで、“街で発見”をテーマに、面白いヒトや珍しいモノを紹介する。コーナーのキャラクター「でぃすカバ」くんが、街で見つけた発見ポイントに登場して解説する。また、このコーナーは両曜日共通して、毎週放送されるコーナーではない。
水曜日
- 青山のニュースDEズバリ!

青山が、前アンカーマンであった山本とレギュラー参加（出演）した『2時ワクッ!』にて放送していたニュース解説を番組スタート時にコーナー化。国際情勢から政治・事件・社会問題に至るまで、様々ニュースを独自取材を基に解説する。進行は村西が行う。現在、放送されているレギュラーコーナーの中で番組唯一放送開始から放送されているコーナーでもある。前半・後半にキーワードを設けて、最後に問題のカギを提案する。ゲストを交えてのトークバトル（鼎談とも言われる）も行なわれることもある（近々は、内閣総理大臣就任前後の安倍晋三、石破茂当時：自民党幹事長、現：地方創生担当大臣、後述の渡辺謙や出演当時大阪府知事だった橋下徹大阪市長、野中広務元官房長官等）。また、青山の仕事のスケジュールの都合（※独研の仕事で世界各国への出張、各種国際会議、国際学会への参加や講演会開講(サンノゼ、硫黄島周辺海域等)）またはプライベート（身内の不幸、自身の病気等）の関係上、関西テレビ本社へ番組参加（出演）出来ない場合、関西テレビ東京支社（時事通信ビル）から中継を結んだり、2011年以前はコーナーを丸ごとの事前収録や青山が取材ロケの形を取ってきた。しかし、2011年以降は、青山が欠席の場合は休止になっている。その際はタイトルもなく特集という形で1つのニュースについて青山の代わりに出演したゲストコメンテーター2人と共に深く掘り下げるコーナーになっている。
2014年2月6日放送分にてニュースDEズバリの派生として視聴者から質問に対してニュースDEズバリ内で解説する、『青山繁晴がギモンをズバリ!』（略称:ギモズバ）がスタート。FAXとE-Mailにて質問を受付け、2か月に1回ペースで行っている。
木曜日
- リアル

山本が降板する以前に放送していた木曜企画のコーナータイトルを変更。また、このコーナーの文字起しが番組オフィシャルWebに掲載されている。
- 金村のスゴイで!プロ野球

金村が吉原を相手に、放送時点で注目されるスポーツの話題で金村が感銘を受けたトピックやVTRについては、金村が目の前に置かれたボタンを押すと、「スゴイで!」というアタック音とともに金村の前で「スゴイで!」と書かれた札が立つ趣向になっている。また、セントラル・リーグや読売ジャイアンツ（巨人）の話題を扱う場合、宮崎が金村やキャスター陣に促されながら巨人ファンとしての見解を披露する。
※当コーナーは、プロ野球のオフシーズンにも毎週編成。
金曜日
- ニュースを暴け! 鈴木哲夫の永田町取材ノート

2014年4月4日から開始された鈴木のコーナーで、進行は山本悠美子が行う。3月まで出演していた火曜では、フリップを用いてその週に独自に取材した事柄を解説するスタイルだったが、曜日移動に伴いコーナー化。
取材VTRを元に、政局や政治の流れがどの様に動いていくかを解説していくコーナーである。解説の最後には、キーワードとなる言葉をフリップで掲示する。
- みなさま、ご昭和願います。

関と放送映画製作所の田辺佳史ディレクター（このコーナーでは番頭という役回り）が「昭和は遠くなりにけり」というキャッチフレーズの元、今も輝く昭和の魅力がある物や場所を取材するVTRコーナー。
※毎週放送されるコーナーではない
- 片平敦の週末お天気

気象予報士の片平が関西地方の週末のお天気を解説する。

### 18時台コーナー
放送終了時点（解説の一部は番組公式Webサイトより一部抜粋）
各曜日共通
- すぽらば

関西に重点を置いたスポーツ情報を取り上げる。この時間にフジテレビで放送されている「ニュース総ざらい」の任意ネット枠は非ネット。
- 片平さんのお天気ナビ

天気予報本編で季節の話題や時々視聴者からのお便りをこのコーナーで取り上げる。
BGMは2012年9月までは「夜空ノムコウ」が流れていた。コーナー前には片平が「出てこい!片平君2号!」といい、天気のポイントを書いたボードを持ったCG（通称：片平君2号）を出し、天気のポイントを、ダジャレを交えてワンポイントコメントで言うダジャレコーナーがある（特に山本はこれに対して評価を示していた）。なお、気象災害が予想される場合や台風接近時は片平君2号がボードを持つCGは共通だが、フレーズが「明日の（週末の）ポイントはこちら」にかわり、ダジャレは言わない。
- アンカーのおともだち

2014年4月から始まったコーナーで、関西圏の動物園、水族園で飼育されている物から身近な動物たちを紹介するコーナーである。
コーナー開始と伴に、エンディングが無くなりコーナー直前に提供クレジットが流れ、コーナー終了とともにステーションブレイク無しで次の番組が始まる構成に変更された。
金曜日
- 金曜日のギモン

「ほっとKANSAI」時代から継続されているコーナーで「今話題になっているアレって何?」「よく目にするアレって何?」…など、身の回りにある「なぜ?」に答える。不定期に高知さんさんテレビの『SUNSUNスーパーニュース』でもコーナー名を伏せた（同番組内では「特集」と呼称）上で録画ネットしていた。

### 過去のコーナー
月 - 木曜日
- Entarteiment Anchor（エンタメアンカー）

ホットな芸能情報を2、3本VTRを流すコーナーである。進行は村西が担当。フジテレビのスーパーニュースにて当時コーナーとして存在していた、文化芸能部の映像を使う訳では無く、芸能人のイベントやインタビュー等の取材は関西近郊で行われた物だけ放送される。
月曜日
- 走れ!コーケン → それいけ龍斗

関西テレビの若手男性アナウンサーによる生中継コーナーで、番組開始から2012年3月まで放送。タイトルの「コーケン」「龍斗」は、いずれも担当アナウンサー（吉原 → 坂元）の名前にちなんでいる。番組開始から2011年3月までは、スポーツアナウンサーでもある吉原が担当。吉原が2006 FIFAワールドカップの取材に赴いた期間中には、このタイトルで連日ドイツからの生中継を実施していた。
2011年4月からは、吉原に代わって坂元が担当するとともに、タイトルを「それいけ龍斗」に変更。同年8月8日 - 8月12日には、「夏休み特別企画」として、火曜日 - 金曜日にも当コーナーを特別に設けた。
火曜日
- 伊藤・国定のゴールドアンカー

伊藤・国定が出演していた期間に放送された経済特集。田辺佳史ディレクター（放送映画製作所）（※放送上の肩書は「特派員」）によるVTR取材を基に、経済ジャーナリストの伊藤とエコノミストの國定が、各々の目線で身近な経済問題を解説した。さらに、フリップに自らキーワードを記したうえで、問題の解決や今後の発展に向けた提言を披露していた。
- アンカーズ･アイ

番組独自の目線で世相を斬るVTR特集である。2012年9月まで月曜日。その当時のコメンテーター内田が取材する映像を流して解説することもあった。火曜移転後は現コメンテーターの鈴木がその役割を担った。2013年9月24日の放送で終了。
- ソクメン!

アンカーズ・アイ終了の翌週の2013年10月1日からは、フィールドキャスターの坂元の進行によるニュースの見方を側面から見ようとする追跡取材企画。
2014年4月のリニューアルと伴に、コーナー終了。
- Trend maruche（トレンドマルシェ）

2012年10月1日から放送開始。村西の冠コーナーで、トレンドの最前線としてグルメ、スイーツ、ファッション等を取材し、鮮度のいい情報をマルシェ（市場）のように届ける。また、取り上げる場所は関西圏内に限らず、日本海沿岸の地域も紹介している。
2014年4月のリニューアルと伴に、コーナー終了。
- WORLD NEWS HEADLINES

自称国際情報通の豊田が世界の様々な出来事のVTRを解説するコーナーである。2013年10月のリニューアルと伴に、コーナー終了。
木曜日
- めっちゃ知りたい

宮崎がコメンタリーを担当するコーナー。めまぐるしく動く日々のニュースを追う中で、気になるニュースを様々な角度から見つめていた。また、ニュースを深く掘り下げるための独自取材も敢行していた。
- 木曜企画

岡安、村西が担当するコーナー（岡安はサブキャスター）。複雑な人間模様の裏にある心理。ブームの裏の裏にあるもの…。そんな社会の“すき間”に潜む問題を、トリオ50（山本アナ・宮崎哲弥・金村義明。2012年3月以前は"トリオ40"）と共に鋭く考察する。 2013年10月の山本降板以降は、コーナータイトルを「リアル」と改称しコーナー続行。
金曜日
- トピックス → アンカートピックス

最新の芸能ニュース、エンターテイメント情報を扱っていた。隔週金曜には「密着エンタッ!」を放送していた。旬な芸能人やブレイク前のアーティストをいち早く密着取材するなどしていたが、2009年3月31日に芸能ニュースや「密着エンタッ!」が廃止され、変わり種のニュースを採り上げる「アンカートピックス」に変更された。取材映像には、山本浩之をモチーフにした人形が毎回登場していた。しかし、17時台の特集が長引くことが多かったことから、2010年3月29日からは、「アンカートピックス｣が廃止になり、変り種のニュースを伝えるための時間となった。また、17時台特集が長引いた場合、このコーナーはカットされていた。しかし、変り種ニュースの部分ものちに廃止されている。ただし、コーナーが早く終わった上で速報ニュースが入らなければ1本紹介されることもある。その変り種ニュースは大抵本家の「にゅ～すクリップ」でも紹介されている。
- あんたがアンカー

放送週に起きた様々なニュースから幾つか、街角の人々それぞれが「アンカー」になり切ってコメントを寄せたVTRを最初に放送。その後で、放送週から気になった1つのニュースについて、岡安が解説していた。
- 豊田の“ことのは"

2013年10月4日から放送開始。直近のニュースで気になった言葉について、豊田がアナウンサーの立場で表記や使い方や意味を詳しく解説する。2014年4月のリニューアルと伴に、コーナー終了。
- 純金の皿

2013年10月1日からの番組リニューアルで開始した、関西テレビ女性アナウンサー最年長である関のコーナー。関西の「食の掘り出し物」を金の皿乗せて、ご当地グルメや独自の調理法、食べ方、或いは行楽情報を紹介する中継コーナーである。また、関の代わりに山本悠美子が中継を担当することもある。
2014年4月のリニューアルに伴い、コーナー終了。関はそのまま新コーナー「みなさま、ご昭和願います」のリポーター担当。

## 出演者
放送終了時点
特記事項が無い者は全員関西テレビアナウンサー。

### キャスター
| 月曜日                                                             | 火曜日                                                         | 水曜日                           | 木曜日                                    | 金曜日                                                                  |
| メインキャスター（アンカーマン）                                   | メインキャスター（アンカーマン）                               | メインキャスター（アンカーマン） | メインキャスター（アンカーマン）          | メインキャスター（アンカーマン）                                        |
| ------------------------------------------------------------------ | -------------------------------------------------------------- | -------------------------------- | ----------------------------------------- | ----------------------------------------------------------------------- |
| 岡安譲                                                             |                                                                |                                  |                                           |                                                                         |
| サブキャスター（アシスタント）                                     |                                                                |                                  |                                           |                                                                         |
| 村西利恵                                                           |                                                                |                                  |                                           |                                                                         |
| 林弘典                                                             | 坂元龍斗                                                       | 堀田篤                           | 吉原功兼                                  | 堀田篤                                                                  |
| （不在）                                                           | （不在）                                                       | （不在）                         | （不在）                                  | 山本悠美子                                                              |
| キャスター                                                         |                                                                |                                  |                                           |                                                                         |
| 関純子                                                             |                                                                |                                  |                                           |                                                                         |
| スポーツキャスター                                                 |                                                                |                                  |                                           |                                                                         |
| 新実彰平                                                           | 新実彰平                                                       | 中島めぐみ                       | 中島めぐみ                                | 中島めぐみ                                                              |
| お天気キャスター                                                   |                                                                |                                  |                                           |                                                                         |
| 片平敦                                                             |                                                                |                                  |                                           |                                                                         |
| ナレーション                                                       |                                                                |                                  |                                           |                                                                         |
| 川﨑英吏子                                                         | 川﨑英吏子                                                     | 川﨑英吏子                       | 大島榎奈                                  | 大島榎奈                                                                |
| 林弘典                                                             | 林弘典                                                         | 豊田康雄                         | 豊田康雄                                  | 豊田康雄                                                                |
| コメンテーター                                                     |                                                                |                                  |                                           |                                                                         |
| 須田慎一郎（ジャーナリスト） 『不定期コメンテーター』項目記載の1名 | 有本香（ジャーナリスト） 『不定期コメンテーター』項目記載の1名 | 青山繁晴（独立総合研究所 社長）  | 宮崎哲弥（評論家） 金村義明（野球解説者） | 鈴木哲夫（政治ジャーナリスト、元BS11報道局長） 中江有里（女優、脚本家） |

不定期出演コメンテーター
2014年4月1日リニューアル以降の不定期出演者
- 橋口怜（弁護士）[注 52][注 53]
- 釈徹宗（僧侶･宗教学者）[注 52][注 54]
- 堀江信彦（雑誌編集者・実業家）[注 52][注 55]
- わかぎゑふ（劇作家・演出家）[注 56]
- サニー・フランシス（ラジオパーソナリティ･DJ）[注 57][注 58]
- 萱野稔人（津田塾大学教授）[注 59][注 60]
- アンミカ（モデル）[注 61][注 62]
- 和田秀樹（精神科医）[注 63]
- 藤井聡（京都大学 大学院教授）[注 52][注 64]

2014年4月リニューアル前の不定期出演コメンテーター
- 島村洋子（作家）[注 52][注 62]
- 飯田泰之（エコノミスト）[注 65]
- 茂山宗彦（狂言師）[注 66]
- 松原聡（東洋大学 経済学部教授）[注 62]
- 田中秀征（福山大学 客員教授）[注 63]
- 李英和（関西大学 教授）[注 67]

2012年9月リニューアル以前の不定期出演
- 村田晃嗣（同志社大 法学部教授）[注 62]
- 太田房江（当時：前大阪府知事）[注 68]
- 金井啓子（近畿大学 准教授）[注 69]
- 東谷暁（ジャーナリスト）[注 62]

ほか

### 過去の出演者
放送終了時点
特記事項が無い者は全員関西テレビ所属のアナウンサー。
アンカーマン
- 山本浩之 番組開始から、フリーアナウンサー転身後の2013年9月27日放送分まで担当。

スポーツキャスター
- 山本貴司（水泳選手 → 近大水泳部監督） 金曜日、 2006年4月7日 - 10月27日[注 70]
- 堀あかり（元タレント） 月 - 水曜日、 2006年4月3日 - 2008年9月24日[注 71]
- 川島陽子（タレント） 木・金曜日、2006年4月5日 - 2008年9月26日

コメンテーター
- 家田荘子（作家、高野山真言宗僧侶） 火曜日、2006年4月4日 - 2007年9月25日　隔週担当。
- 江川達也（漫画家）火曜日、2006年4月4日 - 2007年9月25日　隔週担当。
- 岩上安身（ジャーナリスト、ノンフィクション作家、タレント） 金曜日、2006年4月7日 - 2007年9月28日
- 大西ユカリ（歌手、女優） 木曜日、2006年4月6日 - 2007年9月27日
- 蟹瀬誠一（ジャーナリスト、明治大学教授） 木曜日、2006年4月6日 - 2008年6月26日
- 室井佑月（小説家、随筆家、タレント） 水曜日、2006年4月5日 - 2009年3月25日
- 倉田真由美（漫画家） 金曜日、2007年12月7日 - 2009年3月27日
- ピーコ（タレント、ファッション評論家、シャンソン歌手） 月曜日、2006年4月3日 - 2009年3月23日
- 奥野史子（スポーツコメンテーター） 月曜日、2007年10月1日 - 2009年3月23日
- 住田裕子（弁護士） 火曜日、2006年4月4日 - 2009年3月24日、隔週担当。
- 内田誠（ジャーナリスト） 月曜日、2006年4月3日 - 2012年9月24日
- 玉岡かおる（作家） 金曜日 → 木曜日 → 月曜日、2006年4月7日 - 2012年9月24日
- 伊藤洋一（ジャーナリスト、住信基礎研究所主席研究員） 火曜日、2006年4月4日 - 2012年9月25日
- 國定浩一（大阪学院大学教授） 火曜日、2007年10月2日 - 2012年9月25日
- 織田信成（元・男子プロフィギュアスケート選手） ソチオリンピック（2014年）の開催期間中、スポーツコメンテーターを務めた[38]。
- 森田実（政治評論家） 金曜日、2007年10月5日 - 2014年3月28日

コメンテーター出演状況
| 期間      | 期間       | 月曜日      | 月曜日             | 火曜日      | 火曜日           | 水曜日 | 水曜日 | 木曜日 | 木曜日 | 木曜日 | 金曜日 | 金曜日                   |
| --------- | ---------- | ----------- | ------------------ | ----------- | ---------------- | ------ | ------ | ------ | ------ | ------ | ------ | ------------------------ |
| 2006.4.3  | 2007.8.31  | ピーコ      | 内田               | 家田 or住田 | 伊藤             | 青山   | 室井   | 蟹瀬   | 大西   | 金村   | 岩上   | 玉岡                     |
| 2007.9.3  | 2007.9.28  | ピーコ      | 内田               | 住田 國定   | 伊藤             | 青山   | 室井   | 蟹瀬   | 大西   | 金村   | 岩上   | 玉岡                     |
| 2007.10.1 | 2007.11.30 | 奥野 ピーコ | 内田               | 住田 國定   | 伊藤             | 青山   | 室井   | 蟹瀬   | 玉岡   | 金村   | 森田   | サニー (?)               |
| 2007.12.3 | 2008.6.27  | 奥野 ピーコ | 内田               | 住田 國定   | 伊藤             | 青山   | 室井   | 蟹瀬   | 玉岡   | 金村   | 森田   | 倉田                     |
| 2008.6.30 | 2009.3.27  | 奥野 ピーコ | 内田               | 住田 國定   | 伊藤             | 青山   | 室井   | 宮崎   | 玉岡   | 金村   | 森田   | 倉田                     |
| 2009.3.30 | 2012.9.28  | 玉岡        | 内田               | 國定        | 伊藤             | 青山   | 青山   | 宮崎   | 宮崎   | 金村   | 森田   | サニー or 茂山 or わかぎ |
| 2012.10.1 | 2014.3.28  | 須田        | 橋口 or 釈 or 堀江 | 鈴木        | 中江 or有本 or安 | 青山   | 青山   | 宮崎   | 宮崎   | 金村   | 森田   | サニー or 茂山 or わかぎ |
| 2014.3.31 | 2015.3.27  | 須田        | 橋口 or 釈 or 堀江 | 有本        | サニー or萱野    | 青山   | 青山   | 宮崎   | 宮崎   | 金村   | 鈴木   | 中江                     |

## スペシャル
番組開始2年目の2007年からは、阪神・淡路大震災が発生した1月17日の直前（主に1月第2週の日曜日または成人の日）に、震災の教訓を踏まえた防災・地震関連の特別番組を放送している。
- 2006年9月14日 24:35 - 「アンカースペシャル 格差社会に物申す」

山本浩之、村西利恵、岩上安身、片山さつき、仙谷由人、塩川鉄也、宮崎哲弥、南部靖之、小嶌典明（大阪大学教授）、 脇田滋（龍谷大学教授）、雨宮処凛が出演。
- 2006年12月25日 15:45 - 17:50 スーパーニュースアンカー 年末スペシャル2006

山本浩之、村西利恵、ピーコ、内田誠、青山繁晴、金村義明、玉岡かおる、村上信五、渋谷すばる、安田章大（関ジャニ∞）、功刀丈弘が出演。
- 2007年6月5日 24:35 - 「アンカースペシャル 漂流するテレビ 第1回」[注 72]

山本浩之、田原総一朗、宮崎哲弥、吉岡忍、大谷昭宏、崔洋一、玉岡かおる、山田美保子、鶴間政行が出演。
- 2007年6月16日 18:00 - 「スーパーニュースアンカー スペシャル 青山繁晴のナマでもズバリ!」[注 72]

青山繁晴と山本浩之、村西利恵が出演。抽選で選ばれた320人の視聴者による関西テレビ・なんでもアリーナでのトークショーが行われた。
- 2007年7月4日 24:55 - 「アンカースペシャル 事故調査-JR福知山線脱線事故・最終報告書から見えるもの-」

山本浩之、事件発生時に現場から全国中継を担当した岡安譲、玉岡かおるらが出演。
- 2007年7月29日 「FNNスーパー選挙王」(関西地区選挙速報)

山本浩之、村西利恵、青山繁晴、江川達也、豊田康雄、林弘典、吉原功兼、岡安譲等が出演。
- 2007年10月28日 24:25 - 「アンカースペシャル 漂流するテレビ 第2回」[注 72]

山本浩之、大谷昭宏、宮崎哲弥、吉岡忍、佐藤孝吉、森達也、室井佑月が出演。
- 2007年12月24日 16:15 - 「2007総決算 スーパーニュースアンカースペシャル」

山本浩之、村西利恵、豊田康雄、岡安譲、吉原功兼、内田誠、ピーコ、奥野史子、江川達也、青山繁晴、金村義明が出演。また、テレビ西日本から中継をつないで東国原英夫宮崎県知事（当時）が、VTRで菅義偉総務大臣（当時）が出演。
- 2008年2月26日 24:50 - 「スーパーニュースアンカースペシャル 産科医療のこれから -安心なお産のために-」
- 2009年1月17日 14:25 - 「スーパーニュースアンカースペシャル 巨大地震"孤立"を生きるには -阪神大震災から14年-」
- 2009年3月29日 25:25 - 「アンカーSP緊急討論! ニッポンの政治を刷新せよ」

山本浩之、青山繁晴、宮崎哲弥、森田実、鴻池祥肇、世耕弘成、福山哲郎、穀田恵二が出演。
- 2009年8月30日 19:58 - 「FNNスーパー選挙2009 審判の日 ANCHOR SPECIAL」

山本浩之、村西利恵、青山繁晴、森田実、黒田有（メッセンジャー）、伊藤惇夫、豊田康雄、岡安譲等が出演。
- 2010年7月11日 19:58 - 「FNN踊る大選挙戦 ANCHOR SPECIAL」

山本浩之、村西利恵、青山繁晴、森田実、平野貞夫、豊田康雄、岡安譲等が出演。
- 2010年12月26日 16:00 - 「アンカースペシャル2010 青山繁晴×宮崎哲弥×森田実がズバリ! こんな日本に誰がした?」

山本浩之、村西利恵、青山繁晴、宮崎哲弥、森田実、原口一博、白眞勲が出演。
- 2011年9月10日 9:55 - 「スーパーニュースアンカースペシャル 2つの被災地から～東日本大震災6か月～」

山本浩之、村西利恵、前田典子、河田恵昭、伊永勉等が出演。
- 2012年1月14日 9:55 - 「スーパーニュースアンカースペシャル 巨大地震を生き抜く～関西に迫るM9.0～」

山本浩之、村西利恵、前田典子、河田恵昭、伊永勉等が出演。
- 2012年9月29日 11:15 - 11:45 「この秋リニューアル！スーパーニュースアンカー〜ニュースの裏側大公開SP」[注 75]

山本浩之、村西利恵、青山繁晴、須田慎一郎、鈴木哲夫、宮崎哲弥、金村義明、森田実、岡安譲、新実彰平、藤本景子、葉加瀬太郎、柏木広樹が出演。
※レポーターとして山里亮太と中島めぐみが担当。
- 2012年12月16日 19:58 - 「FNN総選挙2012 ニッポンの決意 ANCHOR SPECIAL」

山本浩之、村西利恵、青山繁晴、宮崎哲弥、森田実、豊田康雄、岡安譲、堀田篤等が出演。
- 2013年1月14日 15:48 - 「スーパーニュースアンカースペシャル 都市を襲う波 ー巨大地震を生き抜くー」

山本浩之、村西利恵、室﨑益輝、伊永勉等が出演。
- 2013年3月29日 15:48 - 「開幕戦はカンテーレ!!アンカーとタイガース開幕戦が合体スペシャル」

2013年のセントラル・リーグ開幕戦に当たる東京ヤクルトスワローズVS阪神タイガース（神宮球場）を関西ローカルで中継するとともに、開幕戦直前の球場の様子を随所で紹介（中継自体はスペシャルの終了後も19:00 - 20:54に放送）。当日は金曜日だったため、「あんたがアンカー」では試合中継の舞台裏を取り上げた。なお、同月31日付で関西テレビを退社した山本にとっては、このスペシャルが同社アナウンサーとしての最終出演番組になった。
- 2013年7月21日 19:58 - 「FNN参院選 真夏の決断2013 ANCHOR SPECIAL」

山本浩之、村西利恵、青山繁晴、宮崎哲弥、森田実、豊田康雄、岡安譲等が出演。
- 2013年12月25日 16:48 - 「スーパーニュースアンカーSP 激動のニッポンはどうなる？」

岡安譲、村西利恵、青山繁晴、宮崎哲弥、金村義明、世耕弘成が出演。
- 2014年1月13日 15:48 - 「スーパーニュースアンカースペシャル　揺れる大都市～巨大地震を生き抜く～」

岡安譲、村西利恵、室﨑益輝、伊永勉が出演。中島めぐみがVTRのみの出演。
- 2014年12月14日 19:58 - 翌0:00（実質的には20:03頃 - ）「FNN衆院選2014 THE SENKYO 〜ニッポンをしゃべり倒す!〜 アンカースペシャル」[39][注 76]

岡安譲、村西利恵、青山繁晴、宮崎哲弥、森田実、中江有里、豊田康雄、林弘典、坂元龍斗、吉原功兼、堀田篤、新実彰平等が出演。
- 2014年12月24日 15:55 - 17:54「スーパーニュースアンカー 年末SP」[40]

岡安譲、村西利恵、青山繁晴、宮崎哲弥、金村義明、堀田篤が出演。
- 2015年1月17日 15:00 - 17:00「スーパーニュースアンカースペシャル　震災20年を見つめて」[41]

岡安譲、村西利恵、伊永勉、河田恵昭が出演。

## スタッフ
- プロデューサー: 中村隆郎[注 77]（17時台担当）、江口茂[注 78]（18時台担当）[42]
- 製作著作: 関西テレビ

### 過去のスタッフ
- プロデューサー: 山口泰弘[注 79]、萩原守[43]、文倉大志、城戸隆宏（18時台担当）[44]

## 放送時間
| 期間      | 期間      | 放送時間（JST）        |
| 期間      | 期間      | 月曜日 - 金曜日        |
| --------- | --------- | ---------------------- |
| 2006.4.3  | 2007.9.28 | 16:55 - 19:00（125分） |
| 2007.10.1 | 2011.3.10 | 16:53 - 19:00（127分） |
| 2011.4.4  | 2015.3.27 | 16:48 - 19:00（132分） |

### 特記事項
- 重大ニュース発生の際は、近畿地方・徳島県で発生した場合は放送時間を大幅に前拡大する場合があるほか、それ以外の全国的な重大ニュースの場合は17時台を休止し、フジテレビ発の『スーパーニュース』を16:50から時間拡大ネットしていた。また、これ以外にも2012年7月16日には『スーパーニュース』に野田佳彦首相（当時）が生出演し、同番組17時台が臨時に全国ネットとなったことから、『スーパーニュース』を16:50から時間拡大ネットで放送し、『アンカー』としては18:15開始の短縮放送となった。
- プロ野球シーズン中、阪神タイガース戦のナイター中継がある日は18:15から野球中継を実施するため実質17:54終了の短縮放送となっていた。ただし、雨天中止となった場合は通常通り19:00まで放送していた。
- オリンピック・プロ野球日本シリーズ中継などの全国的な特番が18時台前半から組まれることがはっきりしていた場合は、開始時刻を通常より約1時間繰り上げ、番組そのものが通常より約1時間前倒しされた体裁で放送していた。
- 2009年9月17日には同年8月に覚せい剤取締法違反で逮捕されこの日保釈された酒井法子の謝罪会見の中継のため、『スーパーニュース』の全国ネット枠が通常の17:54 - 18:17に加え18:27頃 - 18:47頃にも設定された関係で18時台の内容を一部変更し、特集コーナーやスポーツコーナーを休む対応を取った。

## 番組テーマ曲
- 2006年4月3日 - 2012年9月28日：「Beyond the Sunset」

作曲：葉加瀬太郎・石坂慶彦、編曲：石坂慶彦、演奏：功刀丈弘 & Abyss of Time
2006年5月9日の放送では心斎橋CLUB QUATTROから、12月8日の放送では番組のスタジオで、2人が生演奏を披露した。このテーマ曲は12月6日に発売されたアルバム『Beyond the Sunset』に収録されている。2007年4月6日の放送ではエンディングにて功刀が又兵衛桜の下で演奏した。また、山本出演最終回である2013年9月27日のエンディングでは同曲が流れ、山本が最後の挨拶を行い初回放送の冒頭が流れた。
番組最終回の2015年3月27日のエンディングでも同曲が流れ番組キャスターが挨拶を行った。
- 2012年10月1日 - 2015年3月27日：「PRECIOUS TIME」

作曲：葉加瀬太郎、編曲：鳥山雄司、演奏：柏木広樹（チェロ）
10月17日から関西テレビの携帯サイト「ケータイdeカンテ－レ」にて配信開始。また、11月12日の放送にて、柏木が生演奏を行い葉加瀬と出演し自身と柏木のCDのPRを行った。
2013年9月27日の放送のエンディングでは、前述の初回放送の冒頭が流れた後に『アンカー』でのこれまでの山本の映像と共に同曲が流れた。

## 週末版
- ニューススタジオ（選挙前やニューススタジオが改修工事などで使用できない場合は報道センター）からローカルニュースと天気予報を伝えていた。

### キャスター
- 坂元龍斗（土曜）
- 林弘典（日曜）

## 関西テレビ歴代の夕方ローカルニュース番組
| 期間      | 期間      | 月曜日 - 金曜日                   | 土曜日                       | 日曜日                       |
| --------- | --------- | --------------------------------- | ---------------------------- | ---------------------------- |
| 1978.10.2 | 1984.9.30 | アタック630                       | KTVニュース                  | KTVニュース                  |
| 1984.10.1 | 1986.3.30 | アタック600                       | KTVニュース                  | KTVニュース                  |
| 1986.3.31 | 1997.3.30 | アタック600                       | アタック600                  | アタック530                  |
| 1997.3.31 | 1998.3.29 | アタック ザ・ヒューマン           | FNNニュース ザ・ヒューマン   | FNNニュース ザ・ヒューマン   |
| 1998.3.30 | 2001.4.1  | FNNスーパーニュースKANSAI         | FNNスーパーニュースKANSAI    | FNNスーパーニュースKANSAI    |
| 2001.4.2  | 2002.3.31 | FNNスーパーニュースほっとカンサイ | FNNスーパーニュースWEEKEND   | FNNスーパーニュースWEEKEND   |
| 2002.4.1  | 2006.4.2  | FNNスーパーニュースほっとKANSAI   | FNNスーパーニュースWEEKEND   | FNNスーパーニュースWEEKEND   |
| 2006.4.3  | 2015.3.29 | FNNスーパーニュースアンカー       | FNNスーパーニュースWEEKEND   | FNNスーパーニュースWEEKEND   |
| 2015.3.30 | 2016.3.27 | ゆうがたLIVE ワンダー             | FNN みんなのニュース Weekend | FNN みんなのニュース Weekend |
| 2016.3.28 | 2017.3.26 | みんなのニュース ワンダー         | FNN みんなのニュース Weekend | FNN みんなのニュース Weekend |
| 2017.3.27 | 2018.4.1  | みんなのニュース 報道ランナー     | FNN みんなのニュース Weekend | FNN みんなのニュース Weekend |
| 2018.4.2  | 2019.3.31 | 報道ランナー                      | プライムニュース イブニング  | プライムニュース イブニング  |
| 2019.4.1  | 2020.9.27 | 報道ランナー                      | Live News it!                | Live News it!                |
| 2020.9.28 | 2023.4.2  | 報道ランナー                      | Live News イット!            | Live News イット!            |
| 2023.4.3  | 現在      | newsランナー                      | Live News イット!            | Live News イット!            |

## 制作上の問題

### 「インタビュー映像偽装」問題
- 当番組では、「大阪市役所に勤務する複数の職員が、公務時間外である深夜・早朝に、アルバイトとして新大阪駅で東海道新幹線に関する土木作業へ従事している」[注 82]という内部告発者からの情報を基に、2012年11月に告発者本人へのインタビューを実施。

- 関西テレビ本社の会議室内で、報道局の記者・カメラマンと制作会社のスタッフから成る取材クルーが、匿名を条件にインタビュー映像を収録した。その際に、告発者が「自分の体が（映像に）全く映らないようにしてほしい」と要望したため、制作会社に所属する撮影スタッフの後姿をカメラマンが撮影。撮影後の編集で後姿にモザイク処理を施した映像に、ピンマイクから収録した告発者本人の音声を乗せたうえで、同月30日第2部（18時台）の「アンカー特集」で放送した。

- しかし、放送された映像の表現に疑問を抱いた取材スタッフが、放送の数日後に報道局の幹部へ相談。報道局では内部調査を実施したうえで、インタビュアーを務めた記者を、口頭による厳重注意に処した[45]。

- 関西テレビでは、以上の問題に関する一部メディアでの報道を受けて、2013年3月13日付で視聴者への謝罪と今後の再発防止に向けた声明を発表。当該表現については、「事実ではないことをでっち上げて伝える『ねつ造』や、事前に示し合わせて相手に作為的に行なわせる『やらせ』には当たらない」としながらも「内部告発者を保護するためとはいえ、不適切な映像表現であった」との見解を示した。同日放送の当番組でも、アンカーマンの山本がこの声明を紹介するとともに、視聴者へ謝罪している。

- これに対して、放送倫理・番組向上機構（BPO）の放送倫理検証委員会では、「取材・制作の手法にも、放送後の対応にも、放送倫理上の問題があることは明らか」として2013年4月から以上の問題を審議[46]。同年8月2日付で公表された委員会決定（第16号）では、「テレビを信じてモザイク映像の放送を容認している視聴者の信頼を裏切るような『許されない映像』が放送されたことに問題の本質がある」と指摘したうえで、「（1）社内でのチェックが機能せず問題のインタビュー映像を放送してしまったこと（2）問題が発覚してから（新聞報道で判明するまで）3か月余りにわたって（1）の問題を視聴者に伝えなかったことが放送倫理に違反する」との見解を示している[47]。

- 関西テレビでは、上記の決定を受けて、2013年8月9日に改めて社内関係者への処分を決定。報道局長を減給、報道局専任部長およびインタビューを担当した記者を譴責に処した。また、報道担当の取締役が、役員報酬の一部を自主的に返上している[48][49]。

### 東大阪市による土地購入についての報道をめぐる訴訟
- 当番組では2012年5月29日の放送で、「大阪府東大阪市が2011年に市内の土地を消防署出張所用地として購入した際に、その土地を所有する消防団団長の男性に対して、土地代とは別に移転補償費を支払った」と報道。「消防団団長に不自然な“補償”?」という字幕や、「工事関係者」と称する人物による「（移転補償費に通常の）10倍近い金額が付いているような感じがする」という証言などを交えて紹介した。

- 消防団長側はこの報道に対して、「東大阪市が購入した出張所用地は、団長が役員を務める建設会社の所有地であるため、移転補償費は団長本人ではなく会社に支払われた」「移転補償費は、複数の専門家による鑑定によって適正に算出したもので、敷地内の土や鋼材を撤去する費用に充てた」と指摘。「土地の売買で違法な利益を得たかのように報じられたことで、名誉を傷つけられた」として、関西テレビに慰謝料などの支払いと謝罪放送を求める民事訴訟を大阪地方裁判所に起こした。

- 大阪地方裁判所では、この訴訟について、2013年7月16日付で和解を勧告。関西テレビが消防団長に対して「（上記の報道によって）誤った印象、憶測を与え、名誉を著しく傷つけたことを陳謝する」と謝罪するとともに、団長に解決金を支払うことで合意に達した[50][51]。ちなみに当番組では、和解決定後の同月18日放送分エンディングで、アンカーマンの山本が「（上記の報道について）事実と異なる部分があった」と謝罪している[52]。

### 第23回参議院議員通常選挙関連の特集における特定候補者への集中的な報道
- 当番組では、第23回参議院議員通常選挙公示前（2013年6月10日）の放送で、改正公職選挙法（同年4月19日）の適用によって同選挙から条件付きで解禁されるインターネット選挙運動を特集。同選挙へ自民党から比例代表候補として出馬を表明していた太田房江（元大阪府知事）が、およそ2分間出演した[53]。

- BPOでは、上記選挙への立候補予定者から太田だけをこの特集へ出演させたことについて、「選挙の公平公正を害する」と指摘。2013年9月13日には、放送倫理上の問題を指摘された他局の案件とともに、放送倫理検証委員会で審議を開始することを発表した[54]。

## 特記事項

### ニュースDEズバリの付随内容
- 2006年11月17日の放送では、映画『硫黄島からの手紙』の主役で栗林忠道中将を演じた主役の渡辺謙の生出演を各局競合の中で実現。番組では当時、栗林中将から日本本土で暮らす家族に宛てた愛情溢れる手紙や、大本営に打電した決別電報を遺族の自宅から初めて借り受けスタジオで実物を紹介した。その後、12月9日に青山が産経新聞・フジテレビ（フジサンケイグループ）共同所有の取材用ジェット機セスナ501サイテーション「オーロラ」号に搭乗し、硫黄島に入り取材し[55]、翌週の12月13日のニュースDEズバリのコーナーで放送した。それから約5年後の2011年8月17日の放送で映画『シャンハイ』でタナカ大佐役で出演した渡辺が再び生出演し、前アンカーマンの山本と青山との生対談が行なわれた[56]。

- 2009年12月14日放送分において山本が小沢一郎民主党幹事長（当時）に対する苦言を呈したことから降板させられたという噂が広まったが、青山のブログのエントリーにて山本の忌引休暇を取った理由が語られており、この噂を完全に否定している。山本は17日放送分より復帰している[57]。